# Trattato di Managua
Il trattato di Managua è stato un accordo tra il Regno Unito di Gran Bretagna e Irlanda e il Nicaragua firmato il 28 gennaio 1860.
Nel trattato  i britannici riconobbero la sovranità del Nicaragua sul suo territorio nazionale e, sulla base di diritti storici, il diritto all'autogoverno degli indigeni miskito nelle omonime isole. Le isole furono dunque riconosciute parte del territorio nazionale ma il trattato stabilì che la sovranità del Nicaragua su di esse era da considerarsi limitata. Nel documento sono citate disposizioni dei trattati precedenti e le circostanze storiche che videro il popolo e le isole Miskito sempre libere da influenze esterne. Il 2 luglio 1881 l'imperatore austriaco Francesco Giuseppe d'Asburgo fu nominato arbitro dalle due nazioni sulla questione e si schierò a favore del Nicaragua.